# Бији сир Урк
Бији сир Урк (фр. Billy-sur-Ourcq) насеље је и општина у североисточној Француској у региону Пикардија, у департману Ен (Пикардија) која припада префектури Соасон.
По подацима из 2011. године у општини је живело 215 становника, а густина насељености је износила 21,14 становника/km². Општина се простире на површини од 10,17 km². Налази се на средњој надморској висини од 153 метара (максималној 194 m, а минималној 105 m).

## Демографија
| 1962. | 1968. | 1975. | 1982. | 1990. | 1999. | 2011. |
| ----- | ----- | ----- | ----- | ----- | ----- | ----- |
| 200   | 205   | 206   | 201   | 208   | 201   | 215   |

График промене броја становника у току последњих година